# Ієн Мак-Келлен
Сер Ієн Мюррей Мак-Келлен (англ. Sir Ian Murray McKellen; *25 травня 1939, Бернлі, графство Ланкашир, Велика Британія) — британський актор кіно і телебачення, який отримав широке визнання як майстер шекспірівського репертуару. Двічі номінант на премію «Оскар» (1999, 2002). У 2000-х—2010-х регулярно знімався в великобюджетних міжнародних кінопроєктах (Магнето у кінотрилогії «Люди Ікс», Ґандальф у кінотрилогії «Володар перснів»).

## Життєпис
Ієн народився в місті Бернлі з графства Ланкашир. Його батько Денис Мюррей Мак-Келлен був за фахом інженером-будівельником, але, як і всі його предки, також виконував обов'язки необізнаного проповідника. Мама Маргери Лоїс Саткліфф займалася домашнім господарством і вихованням сина і його старшої сестри Джин. До речі, сестра теж все життя присвятила сцені як актриса і керівниця невеликого аматорського театру. Перед початком війни разом з сім'єю переїхав у шахтарське місто Віген на півдні Ланкаширу. Навчався в школі Болтон, де брав участь в аматорських шкільних театральних постановках, потім у Кембриджі, де також записався в студентський театр.
Після закінчення коледжу Мак-Келлен обрав професію актора і став грати в театрі Белгрейд. Через три роки актор переїхав до Лондона. Протягом шістдесятих і сімдесятих зіграв практично у всіх п'єсах шекспірівського репертуару. У 1988 вперше публічно заявив про свою гомосексуальність під час інтерв'ю радіостанції Бі-Бі-Сі. У 1990 став одним з перших відкритих геїв, відзначений титулом лицаря-бакалавра. Мак-Келлен є активістом британського руху за права ЛГБТК+.
У листопаді 2019 року актор розповів автору книги «Ієн Мак-Келлен. Біографія» Гері О'Коннору, що до 1988 року про його гомосексуальність знали лише близькі друзі: він не робив публічних заяв із цього приводу, адже хвилювався за свою театральну кар'єру та кримінальне переслідування. Мак-Келлен зізнався, що йому подобалося бути «прихованим геєм» (англ. closeted gay boy), але пізніше він вирішив зробити камінг-аут заради боротьби за права ЛГБТ-спільноти.

## Фільмографія
| Рік  |    | Українська назва                                   | Оригінальна назва                                  | Роль                                  |
| ---- | -- | -------------------------------------------------- | -------------------------------------------------- | ------------------------------------- |
| 1966 | с  | Девід Копперфільд                                  | David Copperfield                                  | Девід Копперфільд                     |
| 1969 | ф  | Обіцянка                                           | The Promise                                        | Леонідік                              |
| 1969 | ф  | Альфред Великий                                    | Alfred the Great                                   | Роджер                                |
| 1970 | с  | Соло                                               | Solo                                               | Джон Кітс                             |
| 1970 | тф | Гамлет                                             | Hamlet                                             | Гамлет                                |
| 1971 | тф | Трагедія короля Річарда II                         | The Tragedy of King Richard II                     | Річард II                             |
| 1972 | тф |                                                    | Country Matters                                    | Дэвид Мастермен                       |
| 1979 | тф | Макбет                                             | A Performance of Macbeth                           | Макбет                                |
| 1980 | с  |                                                    | Armchair Thriller                                  | Ентоні Скіплінґ                       |
| 1981 | тф | Вогняний стовп                                     | Pillar of Fire                                     | оповідач                              |
| 1981 | ф  |                                                    | Priest of Love                                     | Девід Герберт Лоуренс                 |
| 1983 | ф  | Фортеця                                            | The Keep                                           | доктор Теодор Куза                    |
| 1983 | тф | Багряний первоцвіт                                 | The Scarlet Pimpernel                              | Пол Шавлін                            |
| 1985 | ф  | Неспокійне серце                                   | Plenty                                             | Сер Ендрю Чарлсон                     |
| 1985 | ф  | Зіна                                               | Zina                                               | Кронфельд                             |
| 1988 | тф | Млини богів                                        | Windmills of the Gods                              | голова                                |
| 1989 | тф | Відлік до війни                                    | A Performance of Macbeth                           | Адольф Гітлер                         |
| 1989 | ф  | Скандал                                            | Scandal                                            | Джон Профьюмо                         |
| 1993 | ф  | Балада про маленького Джо                          | The Ballad of Little Jo                            | Персі Коркоран                        |
| 1993 | тф | Вірус                                              | And the Band Played On                             | Білл Крауз                            |
| 1993 | тф | Міські історії                                     | Armistead Maupin's Tales of the City               | Арчибальд Енсон Гідд                  |
| 1993 | ф  | Останній кіногерой                                 | The Last Action Hero                               | Смерть                                |
| 1993 | ф  | Шість ступенів відчуження                          | Six Degrees of Separation                          | Джеффрі Міллер                        |
| 1994 | ф  | Я згоден на все                                    | I'll Do Anything                                   | Джон Ерл Макалпайн                    |
| 1994 | ф  | Тінь                                               | The Shadow                                         | доктор Рейнгардт Лейн                 |
| 1995 | тф | Незатишна ферма                                    | Jack & Sarah                                       | Емос Старкеддер                       |
| 1995 | ф  | Джек і Сара                                        | Jack & Sarah                                       | Вільям                                |
| 1995 | ф  | Річард III                                         | Richard III                                        | Річард III                            |
| 1995 | ф  | Королівська милість                                | Restoration                                        | Вілл Гейтс                            |
| 1996 | тф | Распутін                                           | Rasputin                                           | Микола II                             |
| 1997 | ф  | Схильність                                         | Bent                                               | дядько Фредді                         |
| 1997 | ф  | Віднесені морем                                    | Swept from the Sea                                 | доктор Джеймс Кеннеді                 |
| 1998 | ф  | Боги і монстри                                     | Gods and Monsters                                  | Джеймс Вейл                           |
| 1998 | ф  | Здібний учень                                      | Apt Pupil                                          | Курт Дюссандер                        |
| 1999 | тф | Девід Копперфілд                                   | David Copperfield                                  | містер Крікл                          |
| 2000 | ф  | Люди Ікс                                           | X-Men                                              | Ерік Леншерр / Магнето                |
| 2001 | ф  | Володар перснів: Хранителі Персня                  | The Lord of the Rings: The Fellowship of the Ring  | Ґендальф                              |
| 2002 | ф  | Володар перснів: Дві вежі                          | The Lord of the Rings: The Two Towers              | Ґендальф                              |
| 2002 | вг | The Lord of the Rings: The Two Towers              | The Lord of the Rings: The Two Towers              | Ґендальф                              |
| 2003 | ф  | Люди Ікс 2                                         | X2                                                 | Ерік Леншерр / Магнето                |
| 2003 | ф  | Володар перснів: Повернення короля                 | The Lord of the Rings: The Return of the King      | Ґендальф                              |
| 2003 | вг | The Lord of the Rings: The Return of the King      | The Lord of the Rings: The Return of the King      | Ґендальф                              |
| 2003 | ф  | Еміль                                              | Emile                                              | Еміль                                 |
| 2004 | вг | The Lord of the Rings: The Battle for Middle-earth | The Lord of the Rings: The Battle for Middle-earth | Ґендальф                              |
| 2004 | вг | The Lord of the Rings: The Third Age               | The Lord of the Rings: The Third Age               | Ґендальф                              |
| 2005 | ф  | Чарівна пригода                                    | The Magic Roundabout                               | Зебеді                                |
| 2005 | ф  | Притулок                                           | Asylum                                             | доктор Пітер Клів                     |
| 2005 | с  | Вулиця коронації                                   | Coronation Street                                  | Мел Гатчрайт                          |
| 2005 | ф  | Невдаха                                            | Neverwas                                           | Гебріель Фінч                         |
| 2006 | ф  | Код да Вінчі                                       | The Da Vinci Code                                  | Сер Лі Тібінґ                         |
| 2006 | ф  | Люди Ікс: Остання битва                            | X-Men: The Last Stand                              | Ерік Леншерр / Магнето                |
| 2006 | с  | Масовка                                            | Extras                                             | у ролі самого себе                    |
| 2006 | мф | Змивайся                                           | Flushed Away                                       | Ропух                                 |
| 2007 | ф  | Зоряний пил                                        | Stardust                                           | оповідач                              |
| 2007 | ф  | Золотий компас                                     | The Golden Compass                                 | Йорік Бірнісон                        |
| 2008 | тф | Король Лір                                         | King Lear                                          | король Лір                            |
| 2009 | кф | Академія                                           | The Academy                                        | Мюррей                                |
| 2010 | кф | Революція в короткі строки                         | Small-Time Revolutionary                           | Геміш Міллер                          |
| 2010 | кф | Бюро знахідок людських почуттів                    | A Lost and Found Box of Human Sensation            | оповідач                              |
| 2010 | кф |                                                    | E'gad, Zombies!                                    | оповідач                              |
| 2009 | ф  | В'язень                                            | The Prisoner                                       | Ув'язнений номер 2                    |
| 2012 | с  | Доктор Хто                                         | Doctor Who                                         | Великий Розум                         |
| 2012 | ф  | Хоббіт: Несподівана подорож                        | The Hobbit: An Unexpected Journey                  | Ґендальф                              |
| 2013 | ф  | Росомаха                                           | The Wolverine                                      | Ерік Леншерр / Магнето                |
| 2013 | ф  | Хоббіт: Пустка Смога                               | The Hobbit: The Desolation of Smaug                | Ґендальф                              |
| 2013 | с  | Грішники                                           | Vicious                                            | Фредді                                |
| 2013 | тф |                                                    | The Egg Trick                                      | маг                                   |
| 2013 | тф |                                                    | The Five(ish) Doctors Reboot                       | у ролі самого себе                    |
| 2014 | вг | LEGO The Hobbit: The Video Game                    | LEGO The Hobbit: The Video Game                    | Ґендальф                              |
| 2014 | ф  | Люди Ікс: Дні минулого майбутнього (фільм)         | X-Men: Days of Future Past                         | Ерік Леншерр / Магнето                |
| 2014 | ф  | Хоббіт: Битва п'яти воїнств                        | The Hobbit: The Battle of the Five Armies          | Ґендальф                              |
| 2015 | ф  | Містер Холмс                                       | Mr. Holmes                                         | Шерлок Холмс                          |
| 2015 | ф  | Костюмер                                           | The Dresser                                        | Норман                                |
| 2016 | ф  | Люди Ікс: Апокаліпсис                              | X-Men: Apocalypse                                  | Ерік Леншерр / Магнето                |
| 2017 | ф  | Красуня і Чудовисько                               | Beauty and the Beast                               | Когсворт                              |
| 2017 | мф |                                                    | Animal Crackers                                    | Гораціо Гантінґтон (голос)            |
| 2018 | мс | Гріфіни                                            | Family Guy                                         | д-р Сесіл Прітчфілд (голос, 1 епізод) |
| 2018 | ф  |                                                    | National Theatre Live: King Lear                   | Король Лір                            |
| 2018 | ф  | Чиста правда                                       | All Is True                                        | граф Саутгемптон                      |
| 2019 | ф  | Ідеальна брехня                                    | The Good Liar                                      | Рой Кортні                            |
| 2019 | ф  | Кішки                                              | Cats                                               | Гус                                   |
| 2021 | ф  | Нескінченність: Суб'єкт невідомий                  | Infinitum: Subject Unknown                         | Чарльз                                |
| 2023 | ф  | Критик                                             | The Critic                                         | Джиммі Ерскін                         |
| 2024 | ф  | Гамлет                                             | Hamlet                                             | Гамлет                                |
| 2026 | ф  | Месники: Судний день                               | Avengers: Doomsday                                 | Ерік Леншерр / Магнето                |